# The Most Unwanted Song
"The Most Unwanted Song" es una canción de vanguardia creada por los artistas Komar y Melamid y el compositor Dave Soldier en 1997. La canción fue diseñada para incorporar elementos líricos y musicales que molestaban a la mayoría de las personas. Entre los elementos utilizados se incluyen gaitas, música de vaqueros , un cantante de ópera rapeando y un coro de niños que instó a los oyentes a ir de compras a Walmart.
La canción fue vendida originalmente en la librería de Dia y se lanzó en 2001 por el sello discográfico de Soldier, Mulatta Records . En 2019, The People's Choice: Music fue remasterizado y reeditado en vinilo, CD y casete por Needlejuice Records.

## Voces y letras

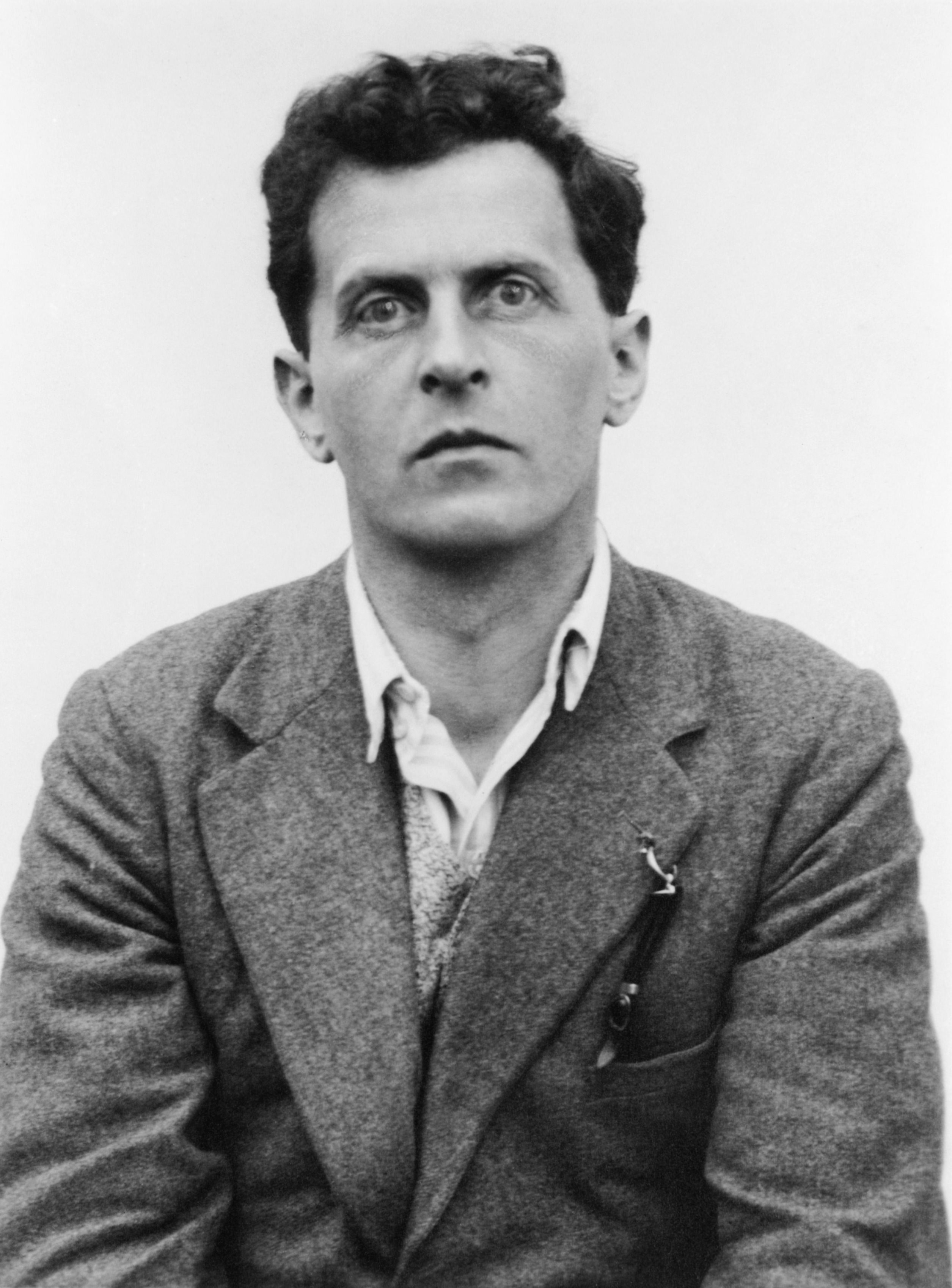
Fotografía de Ludwig Wittgenstein tomada en 1930 por Moritz Nähr.

La voz principal de la canción la proporciona Emerson, cuyo rap operístico y agudo presenta referencias al reconocido filósofo Wittgenstein. El rap de Emerson tiene en gran medida una temática vaquera.
Además del rap, un coro de niños cantan una canción acerca de distintos días festivos (Navidad, Yom Kippur, Ramadán, entre otros), terminando cada verso con la línea "¡Haz todas tus compras en Walmart !" (en su versión original, "Do all your shopping at Walmart!").
Cerca del final de la canción, Mankin grita frases políticas a través de un megáfono.
Para crear la canción, Soldier, Komar y Melamid colaboraron con la letrista Nina Mankin. Komar y Melamid debutaron con la canción en una actuación en la ciudad de Nueva York en 1997, donde juntos tocaron un bombo y se les unieron Soldier (que tocaba el banjo), la soprano Dina Emerson, un gran grupo de músicos dirigido por Norman Yamada y un coro infantil.